# Mezquita de Malabo
La Mezquita de Malabo es el nombre que recibe un edificio religioso que pertenece al islam Suní localizado en la ciudad de Malabo, en la Provincia de Bioko Norte de la Isla de Bioko en la región insular y extremo norte del país africano de Guinea Ecuatorial.
Fue inaugurada el 23 de julio de 2015 con la presencia del presidente ecuatoguineano Teodoro Obiang y su esposa la primera dama Constancia Mangue de Obiang. Aunque el país es de mayoría católica, el gobierno de ese nación decidió edificar esa estructura con el fin de atender las necesidades de la pequeña comunidad musulmana local (3,5 % de la población nacional), y en el marco de la Conferencia Internacional de la Lucha de África contra el Ébola celebrada en julio en Malabo, donde asistieron diversos presidentes y representantes de países incluyendo algunos islámicos (incluyendo al primer ministro de Egipto o al presidente de las Islas Comoras).
Se localiza concretamente en el sector de Sacriba Fang en los suburbios de la capital de Guinea Ecuatorial, cerca de una carretera que lleva al distrito de Luba.